# Marcgravia panamensis
Marcgravia panamensis là một loài thực vật có hoa trong họ Marcgraviaceae. Loài này được S. Dressler mô tả khoa học đầu tiên năm 1996.